# آندیسلبن
آندیسلبن (به آلمانی: Andisleben) یک شهر در آلمان است که در زومردا واقع شده‌است. آندیسلبن ۶۳۶ نفر جمعیت دارد.